# Giuseppe Vallemani
Giuseppe Vallemani (ur. 9 czerwca 1648 w Fabriano, zm. 15 grudnia 1725 w Rzymie) – włoski kardynał.

## Życiorys
Urodził się 9 czerwca 1648 roku w Fabriano, jako syn Rinalda Vallemaniego i Maddaleny della Gengi. Studiował na Uniwersytecie w Maceracie, gdzie uzyskał doktorat utroque iure. Następnie został referendarzem Trybunału Obojga Sygnatur i kanonikiem bazyliki watykańskiej. 17 stycznia 1700 roku przyjął święcenia kapłańskie. 5 grudnia 1701 roku został tytularnym arcybiskupem Aten, a trzynaście dni później przyjął sakrę. W tym samym czasie został asystentem Tronu Papieskiego. 17 maja 1706 roku został kreowany kardynałem in pectore. Jego nominacja na kardynała prezbitera została ogłoszona na konsystorzu 1 sierpnia 1707 roku i nadano mu kościół tytularny Santa Maria degli Angeli. Zmarł 15 grudnia 1725 roku w Rzymie.